# NGC 1853
NGC 1853 è una galassia a spirale barrata situata nella costellazione del Dorado, a una distanza di circa 70 milioni di anni luce dalla nostra Via Lattea.

## Scoperta
La galassia è stata scoperta il 4 dicembre 1834 dall'astronomo britannico John Herschel.

## Descrizione
NGC 1853 ha una classe di luminosità IV e presenta una larga riga a 21 cm dell'idrogeno neutro.